# ALARA
ALARA (Akronym für englisch As Low As Reasonably Achievable ‚so niedrig wie vernünftigerweise erreichbar‘) bezeichnet ein Prinzip des Strahlenschutzes. Das ALARA-Prinzip fordert beim Umgang mit ionisierenden Strahlen eine so niedrige Strahlenbelastung von Menschen, Tieren und Material (auch unterhalb von Grenzwerten), wie sie unter Einbeziehung praktischer Vernunft und Abwägung von Vor- und Nachteilen machbar erscheint.
Das Wort reasonably ‚vernünftig‘ wird wegen der Krebsgefahr mitunter als „so gering wie möglich“ überinterpretiert. Das ebenfalls mit Strahlung verbundene Vorsorgeprinzip kann dadurch konterkariert werden. Es ist beispielsweise nicht zielführend, wenn verängstigte Patienten notwendige Untersuchungen aus Angst vor Strahlung verweigern. Auch darf die medizinische Diagnostik und Therapie nicht gefährdet werden. Wenn Gerätehersteller die Strahlung so weit senken, dass die damit gewonnenen Ergebnisse teilweise unbrauchbar sind und Mehrfachuntersuchungen nötig werden oder falsche Diagnosen gestellt werden, dann wurde das ALARA-Prinzip falsch verstanden. Es gilt, medizinische Vor- und Nachteile gegeneinander abzuwägen.
Nicht nur im strahlenmedizinischen Bereich ist das ALARA-Prinzip anzuwenden, sondern auch bei Bewertung von Strahlenbelastungen durch kerntechnische Anlagen. ALARA wird dabei schärfer interpretiert, d. h. eine deutliche Unterschreitung von Grenzwerten ist zwingend, wenn das im Gesamtrahmen auch kostenmäßig vertretbar ist.
Das Prinzip lässt sich auf jede Art des Umgangs mit schädlichen oder potentiell schädlichen Einflüssen übertragen, hat aber nur im Strahlenschutz wesentlichen Einfluss.

## EAN
Seit das ALARA-Prinzip ein Teil der europäischen Sicherheitsstandards wurde und zunehmend auch in die nationale Gesetzgebung übernommen wurde, kümmert sich das 1996 von der Europäischen Kommission gegründete European ALARA Network (EAN) um die weitere Durchsetzung des Prinzips im Strahlenschutz.